# Ur-Ninurta

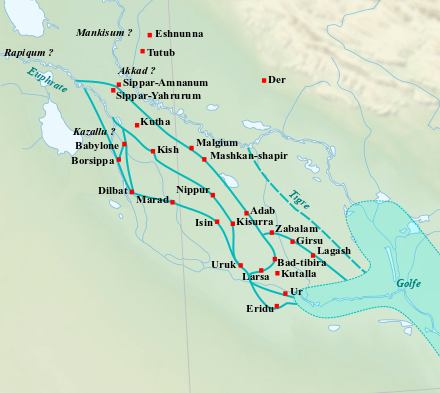
Mapa południowej Mezopotamii w okresie starobabilońskim (ok. 2000-1595 p.n.e.)

Ur-Ninurta (sum. dur.dnin.urta, tłum. „Sługa boga Ninurty”) – szósty król z I dynastii z Isin, następca Lipit-Isztara, ojciec Bur-Sina. Według Sumeryjskiej listy królów (kopia P5) oraz Listy królów Ur i Isin panować miał przez 28 lat. Jego rządy datowane są na lata ok. 1923-1896 p.n.e. (chronologia średnia).

## Panowanie
Nie był synem swego poprzednika, Lipit-Isztara, co wskazuje, że nie pochodził z głównej linii dynastycznej dotychczasowych władców królestwa Isin. Za jego panowania, które naznaczyły zamieszki, bunty i ogólny upadek ekonomiczny, Isin utraciło kontrolę nad większością państwa na rzecz sąsiedniego królestwa Larsy, rządzonego przez Gungunuma (ok. 1932-1906 p.n.e.), a następnie Abi-sare (ok. 1905-1895 p.n.e.). Sam Ur-Ninurta, według jednej z zachowanych „nazw rocznych”, umrzeć miał gwałtowną śmiercią, najprawdopodobniej w bitwie lub przewrocie pałacowym.